# 阳卫国
阳卫国（1967年7月—），湖南衡东人，汉族，中华人民共和国政治人物、中国共产党党员、第十三届全国人民代表大会湖南地区代表。毕业于武汉大学。

## 生平
曾任湖南省株洲市委副书记、株洲市人民政府党组书记、市长，中共湖南省委台湾工作办公室（湖南省人民政府台湾事务办公室）主任等职务。2018年2月24日，当选为第十三届全国人大代表。
2022年1月，因涉嫌严重违纪违法，正接受湖南省纪委监委纪律审查和监察调查。其副手顾峰因巨额受贿和非婚生育一子等问题在2021年4月落马。2022年4月，被湖南省人大常委会罢免全国人民代表大会代表职务，代表资格终止。同年6月24日，遭到开除党籍、开除公职处分。